# Érase una inauguración
Érase una inauguración es el cuarto episodio de la tercera temporada de la serie española Aquí no hay quien viva. En su estreno obtuvo 7.461.000 espectadores y 38'6% de cuota de pantalla

## Sinopsis
Juan e Isabel son descubiertos por José Miguel, quien chantajea a su padre para no decir nada, pero desafortunadamente su tía Nieves, que cree que su padre le está maleducando, le lleva a vistitar museos abusivamente. Emilio comienza su primer día en la facultad, pero nota que no encaja con sus compañeros, así que pide consejo a sus amigos del videoclub. Lucía, aprovechando el cierre de un local cercano a su casa, decide montar un restaurante para demostrarle a su padre que puede ganarse la vida más allá de su puesto en la oficina, fichando como socio a Carlos para que lo financie. Mauri recomienda a Lucía un amigo suyo que es cocinero: Román Ferragut, pero los dos se enamoran del hermano de Lucía y Mauri sabotea los platos del famoso chef. Por otra parte, Alicia, Belén y las tres vecinas del primero presionan a Lucía para que les contrate como camareras. Lucía acaba aceptando, pero su plan es dejarles hacer un período de prueba para después despedirlas.
Emilio, siguiendo el consejo de sus amigos del videoclub, dedica su estancia en la Universidad para jugar al mus y beber cerveza, haciendo que le convenzan para montar una fiesta en su casa. Isabel y Juan, tras un intento frustrado de pasar una noche de pasión en un hotel debido a la intromisión de Andrés, deciden tener su primera vez en su casa, mientras los demás están en la inauguración. A Lucía la dejan colgada los camareros y no le queda otra que recurrir a sus vecinos. El servicio y la coordinación es realmente malo, pero las croquetas de Vicenta salvan la noche. Mauri se las apaña para librarse de Vicenta y estar a solas con Diego, con el que se lanza besándole, pero de repente aparece su mujer. Sin embargo, cuando la inauguración termina, Diego le devuelve el beso. Finalmente, la noche termina antes de lo previsto y Belén descubre la fiesta de Emilio y tienen una discusión. También Nieves descubre a Isabel y Juan en la cama, llevándose una gran decepción.